# Trasformismo (moda)
Il trasformismo, nella moda, riprende il concetto espresso dalla definizione fornita dall'Enciclopedia dello Spettacolo, "ossia una serie di imitazioni o "impersonations", la cui attrattiva principale sta nella rapidità con cui si effettuano i cambiamenti di trucco e di costume".
Declina la definizione nell'oggetto del costume che, da strumento di scena, si fa abito da indossare in molti e diversi modi, nel quotidiano (es. maglie che diventano mantelle, camicie che si trasformano in top o in sciarpe ecc.).

## Il contesto
Gli abiti trasformisti trovano la loro origine, oltre che dalla tecnica teatrale, anche dal Futurismo. Due i manifesti da cui oggi le case di moda trovano ispirazione per le loro collezioni di capi d'abbigliamento in grado di avere più usi: il Vestito Antineutrale di Giacomo Balla, pubblicato l'11 settembre del 1914, e  il Manifesto della moda femminile futurista di Volt (Vincenzo Fani), inserito in Roma Futurista del 1920. 
Balla nell'undicesimo punto del suo manifesto, segna idealmente l'avvio degli abiti trasformisti. L'artista promuove la nascita di vestiti variabili, per mezzo dei modificanti (applicazioni di stoffa, di ampiezza, spessori, disegni e colori diversi) da disporre quando si voglia e dove si voglia, su qualsiasi punto del vestito, mediante bottoni pneumatici. Ognuno può così inventare ad ogni momento un nuovo vestito. Il modificante sarà prepotente, urtante, stonante, decisivo, guerresco, ecc. 
Volt, invece, sostiene che la moda Futurista dovrà essere al contempo geniale, un chiaro rifiuto al classicismo, ed economica, ossia capace di utilizzare nuovi materiali in grado di ridurre i costi delle confezioni. La genialità e l'economicità sono alla base stessa degli abiti trasformisti.

## Abiti di scena
Fu Leopoldo Fregoli il massimo interprete dell'arte teatrale del trasformismo e forse l'unico, sebbene per esigenze di scena, a realizzare abiti antineutrali. Avendo lasciato pochi appunti scritti sulle sue tecniche, di Fregoli è ricordata la sua enorme rapidità nel passare da un personaggio all'altro, aiutandosi con vestiti che in un secondo cambiavano aspetto e dimensione. Attuali interpreti di quest'arte, come Arturo Brachetti, sono capaci di fare altrettanto, ma usano materiali come plastica e carta per i loro costumi. Fregoli, al contrario, usava soprattutto materiale classici, come la lana e il cotone.

## Gli abiti trasformisti oggi
I bozzetti di Balla, in realtà, trovarono scarse applicazioni pratiche. A metà degli anni Duemila, invece, iniziano a prendere campo, prima nelle linee pre-maman e poi nel pret-à-porter, i cosiddetti vestiti polimorfi, ossia in grado di modificarsi a seconda delle circostanze e dei contesti. 
Attualmente esistono alcune case di moda che hanno ripreso, e realizzato, il concetto di abito antineutrale e futurista, realizzando capi dotati di etichette illustrano alcune fra le vestibilità possibili: volumi, lunghezze, abbottonature, linee e versi possono variare secondo la libera creatività della persona.